# Neckinger

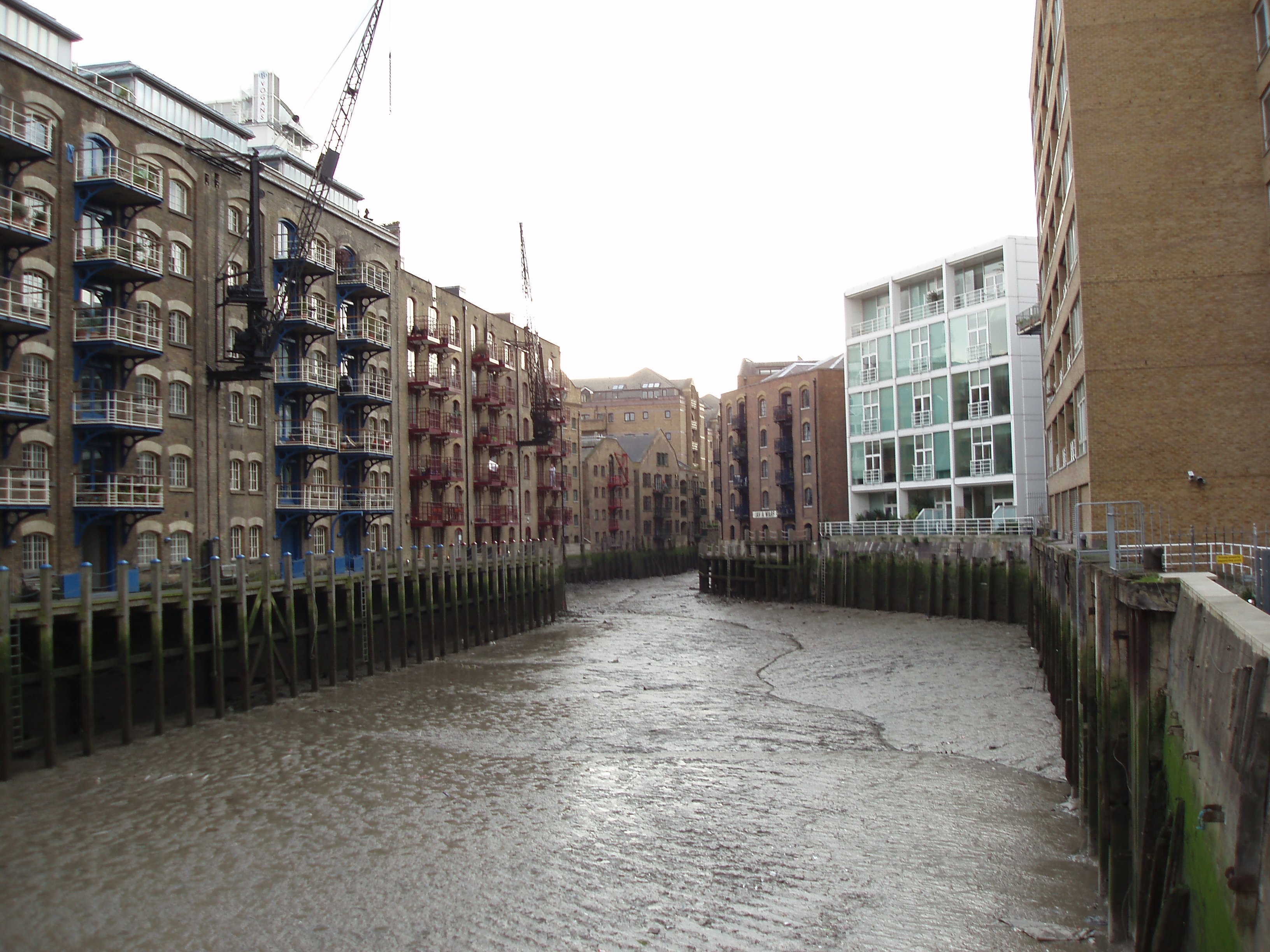
St Saviour’s Dock, wo der Neckinger in die Themse fließt

Der Neckinger ist ein unterirdischer Fluss in London, der durch das St Saviour’s Dock in die Themse fließt. Der Fluss ist vollständig überbaut und fließt im Untergrund. 

## Geschichte
Die Gegend, in der der Neckinger über das St. Saviour's Dock in die Themse fließt, hieß früher Jacob’s Island (östlich von St. Saviour’s Dock). Heute ist dort das elegante Stadtviertel um die Shad Thames (westlich von St Saviour's Dock). Jacob's Island, ein frühes Londoner Slum, war für seinen Schmutz berüchtigt und wird im Morning Chronicle von 1849 als „Hauptstadt der Cholera“ oder „Jauchenvenedig“ beschrieben.
Im 17. Jahrhundert wurden verurteilte Piraten an der Flussmündung aufgehängt; ihre Leichen wurden dann flussabwärts, am Blackwall Point als Abschreckung ausgestellt. Der Name des Flusses soll von „Devil’s Neckcloth“ (dt.: des Teufels Halstuch = Henkersschlinge) abgeleitet worden sein.
Die Umgebung wurde von Charles Dickens in seinem Roman Oliver Twist lebhaft als der Ort beschrieben, wo einer von Dickens’ bekanntesten Figuren, Bill Sikes, einen schmutzigen Tod im Schlamm des St Saviour’s Docks oder einem der angrenzenden Flutkanäle fand.